# 正阳路街道
正阳路街道，是中华人民共和国陕西省铜川市耀州区下辖的一个乡镇级行政单位。

## 行政区划
正阳路街道下辖以下地区：
阳光社区、秦岭社区、华阳社区、沮河社区、赵坡村、田沟村、渔池村、陈坪村、高家村、袁家村、文家村、郭家村、丁沟村、儒柳村、齐家坡村、新城村和王岩村。